# Eleni Patsiu
Eleni Patsiu (grec. Ελένη Πάτσιου, ur. 5 września 1971) – grecka judoczka i sambistka. Olimpijka z Aten 2004, gdzie odpadła w eliminacjach w wadze ciężkiej.
Uczestniczka mistrzostw świata w 2003 i 2005. Startowała w Pucharze Świata w latach 1997–1999, 2001, 2004 i 2006. Brała udział w mistrzostwach Europy w 1997. Mistrzyni Grecji w 2004 i 2006. Trzecia na MŚ w sambo w 2006 roku.

## Letnie Igrzyska Olimpijskie 2004
| Konkurencja | Eliminacje          | Klas. końcowa |
| Konkurencja | Przeciwnik I        | Miejsce       |
| ----------- | ------------------- | ------------- |
| +78 kg      | Éva Bisséni (FRA) P | I runda.      |